# Jonathan Schmid-Burgk
Jonathan Leo Schmid-Burgk (* 1986 in Berlin) ist ein deutscher Naturwissenschaftler (Immunologie) und Hochschullehrer. Er ist Professor an der Rheinischen Friedrich-Wilhelms-Universität Bonn.

## Leben
Schmid-Burgk studierte Molekulare Medizin an der Rheinischen Friedrich-Wilhelms-Universität Bonn. 2016 promovierte er dort mit einer Arbeit zum Thema Hochdurchsatz-Genomeditierung in Zellen des angeborenen Immunsystems. Von 2017 bis 2020 forschte Schmid-Burgk am Massachusetts Institute of Technology (MIT) und an der Harvard University in Cambridge (Massachusetts). Sein Aufenthalt dort wurde durch ein Stipendium der European Molecular Biology Organization (EMBO) gefördert. 2020 wurde er als Professor an das Institut für Klinische Chemie und Klinische Pharmakologie des Universitätsklinikums Bonn berufen. Dort leitet er eine Arbeitsgruppe für Functional Immunogenomics. Schmid-Burgk ist Mitbegründer und Forschungsleiter der Firma LAMPseq Diagnostics.

## Forschungsinteressen
Schmid-Burgk forscht auf den Gebieten des Zusammenspiels zwischen Genen und Immunsystem und der adaptiven oder spezifischen Immunabwehr. Er benutzt Robotik, Künstliche Intelligenz und die CRISPR/Cas-Methode, um das menschliche Genom zu analysieren, Funktionen einzelner Gene zu erforschen und Signalwege der Immunantwort zu erkennen. Im Rahmen der COVID-19-Pandemie entwickelt Schmid-Burgk Massentests für COVID-19, die bevölkerungsweite Screenings ermöglichen sollen. Mit seiner Forschung ist Schmid-Burgk Teil des Exzellenzclusters ImmunoSensation der Universität Bonn. Seit 2022 ist Schmid-Burgk Teilprojektleiter des von der Deutschen Forschungsgemeinschaft (DFG) geförderten Projektes Kartierung genetischer Komponenten der Inflammasom-Aktivierung im Kontext metabolischer Immunregulation.
Schmid-Burgk hat mehr als 40 Publikationen verfasst. Sein h-Index liegt bei 29.

## Familie
Jonathan Schmid-Burgk ist der Sohn des Ehepaares Johannes Schmid-Burgk und Rena Schmid-Burgk (1943–2015).

## Schriften (Auswahl)
- mit Linyi Gao, David Li, Zachary Gardner, Jonathan Strecker, Blake Lash, Feng Zhang: Highly parallel profiling of Cas9 variant specificity, 2020, Molecular Cell, Volume 78, ISSUE 4, online
- Disruptive non-disruptive applications of CRISPR/Cas9, 2017, Current Opinion in Biotechnology, Volume 48, online
- mit Klara Höning, Thomas S Ebert, Veit Hornung: CRISPaint allows modular base-specific gene tagging using a ligase-4-dependent mechanism, 2016, Nat Commun, online
- mit Andrea Ablasser, Inga Hemmerling, Gabor L. Horvath, Tobias Schmidt, Eicke Latz, Veit Hornung: Cell intrinsic immunity spreads to bystander cells via the intercellular transfer of cGAMP, Nature, Band 503, 2013, S. 530–534, Abstract

## Online-Vorträge (Auswahl)
- Scientist Stories: Jonathan Schmid-Burgk, COVID-19 Diagnostics auf YouTube, 21. Januar 2023, abgerufen am 7. Januar 2024.
- AGD 2020 - Session 1: Scalable SARS-CoV-2 Diagnostics Using LAMP-Seq by Jonathan Schmid-Burgk auf YouTube, 21. Oktober 2021, abgerufen am 7. Januar 2024.
- LampSeq – Skalierbarer und günstiger Massentest auf YouTube, 15. Oktober 2021, abgerufen am 7. Januar 2024.
- WDR-Bericht über das innovative Testverfahren von Lampseq Diagnostics auf YouTube, 4. August 2021, abgerufen am 7. Januar 2024.
- Funktionen der Gene immer besser und schneller erkennen auf YouTube, 6. Dezember 2017, abgerufen am 7. Januar 2024.